# Chattering
Chattering (engl. für stottern, zittern) ist ein Begriff aus dem Motorradsport und bezeichnet eine Instabilität des Motorrades in der Kurve.
Chattering tritt meistens bei Gasannahme (beim Hinterrad) oder beim Anbremsen (beim Vorderrad) in einer Kurve auf. Häufiger ist jedoch das Zittern des Vorderrades. Dabei ist allerdings nicht das Stottern des Motors gemeint, sondern die geringere Stabilität des Motorrades in der Kurve. Das Motorrad fängt quasi an zu zittern, was bis zum Sturz führen kann. Ursachen für das Chattering liegen zum einen in der Reifenhaftung, zum anderen beim gesamten Fahrwerk, das die auftretenden Kräfte aufnimmt. Weil die Reifen eine enorm gute Bodenhaftung haben, fällt es der Federung schwer, die entstehenden Kräfte zu verarbeiten. Wenn also die Federung an ihre Grenzen stößt, beginnen die Reifen zu rutschen. Weil es sich dabei um eine Kombination von Faktoren handelt, rutscht der Reifen nur so lange, bis sich die Federung von ihrer Grenze löst. Danach baut der Reifen wieder Grip auf. Das wiederholt sich innerhalb von wenigen Sekunden so oft und so schnell, dass der Fahrer dies als Zittern im gesamten Motorrad empfindet. Das Zittern kann so stark werden, dass das betroffene Rad den Kontakt zum Boden verliert und der Fahrer stürzt. Als Zuschauer eines Rennens sieht man dabei nur den Sturz, aber nicht die Kräfte, denen der Fahrer ausgesetzt ist. Das Rutschen ist nicht das gleiche wie bei einem Highsider. Es ist also sehr schwierig, die richtige Abstimmung zwischen Reifen und Fahrwerk zu finden. Meistens lässt sich dieses Problem durch ein Öffnen der Zugstufe beheben, da so die Gabel/Räder (besonders bei Bodenwellen) schneller wieder Kontakt zum Boden aufbauen können.